# Susuhunan

Radyalaksana, l'emblema del Kasunanan Surakarta

Susuhunan, o nella versione breve Sunan, era il titolo nobiliare utilizzato dai monarchi del Mataram e quindi il titolo ereditario dei regnanti di Surakarta, Indonesia.

## Nomi e titoli
Il titolo completo di un Susuhunan in giavanese è: Sampeyan Dalem ingkang Sinuhun Kanjeng Susuhunan Prabhu Sri Paku Buwana Senapati ing Alaga Ngabdulrahman Sayidin Panatagama ("Sua esaltata maestà, il susuhunan, re Paku Buwana, comandante in campo in battaglia, servitore del graziosissimo, il regolatore della religione"). Questo lungo titolo è solitamente abbreviato con l'acronimo SISKS, ad indicare Sampeyan dalem Ingkang Sinuhun Kanjeng Susuhunan, seguito dal titolo regnante.
I governanti di Surakarta tradizionalmente hanno adottato il titolo regnante di Pakubuwono (indicato anche come Pakubuwana). Susuhunan è specifico dei governanti di Surakarta; i governanti di Yogyakarta, erano anch'essi discendenti dalla dinastia Mataram, ma avevano il titolo di sultano.

## Elenco dei susuhunan di Surakarta

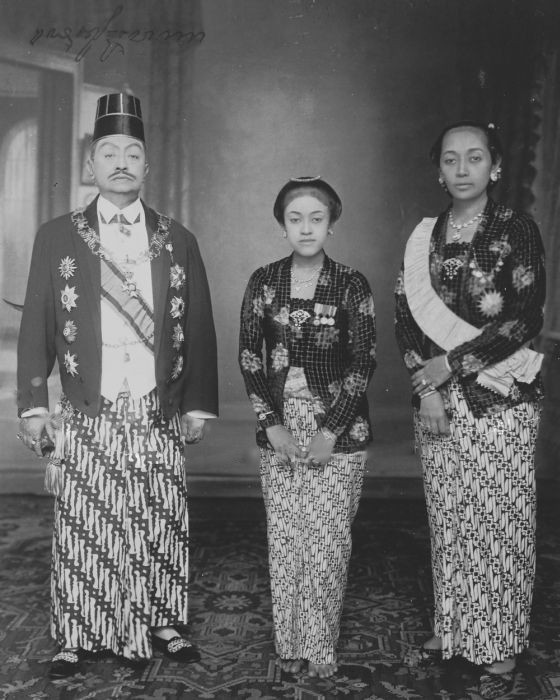
Susuhanan Pakubuwono X e la sua famiglia

Le date indicate sono quelle del periodo di regno.
- Pakubuwono II, 1727 — 1749 (Kartasura e Surakarta)
- Pakubuwono III, 1749 — 1788
- Pakubuwono IV, 1788 — 1820
- Pakubuwono V, 1820 — 1823
- Pakubuwono VI, 1823 — 1830
- Pakubuwono VII, 1830 — 1858
- Pakubuwono VIII, 1859 — 1861
- Pakubuwono IX, 1861 — 1893
- Pakubuwono X, 1893 — 1939
- Pakubuwono XI, 1939 — 1945
- Pakubuwono XII, 1945 — 2004
- Pakubuwono XIII, 2004 — oggi

Nota: Per Pakubuwono XIII - vi erano due pretendenti rivali al trono, Hangabehi e Tedjowulan, entrambi figli di Pakubuwono XII.